# Anochecer en la escollera III
Anochecer en la escollera III és una pintura a l'oli d'Ignasi Pinazo Camarlech, realitzada entre el 1898 i el 1900. Forma part de la col·lecció de l'Institut Valencià d'Art Modern, i es considerada com una de les obres fonamentals del museu, aixina com unes de les de major mida de les realitzades per l'autor. Va ser legada al museu per Esperanza Pinazo Martínez, i és la setena obra que més visites virtuals rep.
L'obra va ser creada després que l'artista s'assentara a Godella el 1895, així com de la desfeta de Cuba, tema sobre el qual l'artista va treballar al quadern 76, centrant-se en els efectes dels soldats i les seues ferides. Anochecer en la escollera III té una temàtica ben diferent, però comparteix amb ells aspectes compositius i formals, com la disposició de les figures assegudes, així com les imatges del port. Entre les figures que aparéixen hi trobem diverses dones, dos sacerdots i un jove amb abric gris al costat. En la composició s'ha vist la influència del pintor alemany Caspar David Friedrich, a qui Pinazo tenia en bona consideració, i en particular amb el quadre Eixida de la lluna al mar.